# Betty Gleim

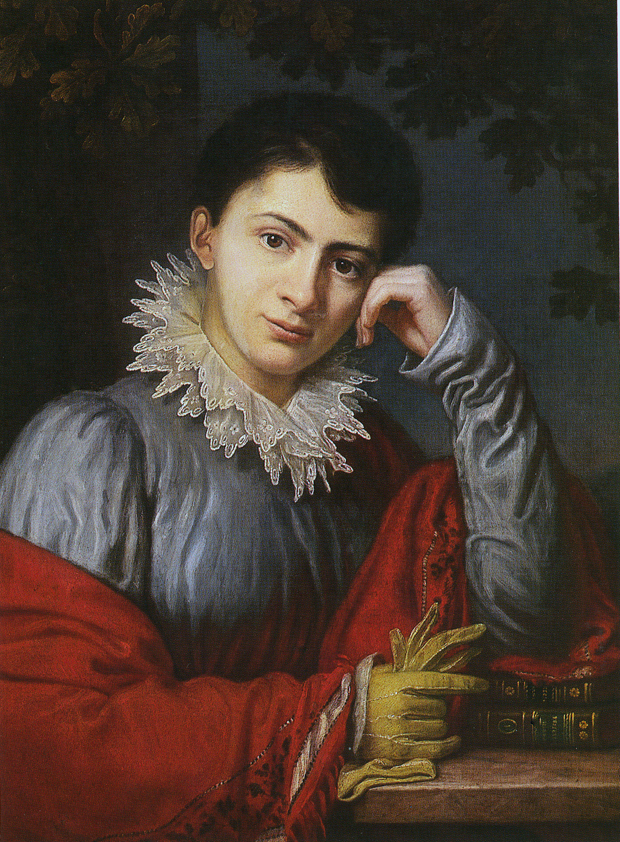
Betty Gleim, Gemälde von Georg Friedrich Adolph Schöner, um 1815. Focke-Museum

Ilsabetha Gleim, genannt Betty (* 13. August 1781 in Bremen; † 27. März 1827 in Bremen) war Pädagogin, Schulgründerin und Schriftstellerin.

## Biografie
Gleims Vater war der aus Halberstadt stammende Weinhändler Johann Christian Gottlieb Gleim (1744–1801), ihre Mutter die in Bremen geborene Adelheid Tidemann (1760–1801). Der Onkel ihres Vaters war der Halberstadter Dichter und Kanonikus Johann Wilhelm Ludwig Gleim (1719–1803), der großen geistigen Einfluss auf die großbürgerliche Familie und die Erziehung des jungen Mädchens gehabt hat.
Früh widmete sich Gleim der pädagogischen Literatur und fasste den Entschluss, selbst eine Erziehungsanstalt für die weibliche Jugend in Bremen zu gründen. Sie verfolgte Ideen zur Erziehung, wie sie Jean-Jacques Rousseau vertrat. Als Anhängerin Johann Heinrich Pestalozzis übertrug sie aber diese Erziehungsziele auf Mädchen, denn, so formulierte sie selbst, „den Männern gefallen, ist zu wenig“.
Die pädagogische Autodidaktin Betty Gleim eröffnete am 14. Oktober 1806 im Alter von 24 Jahren am Spitzenkiel in Bremen die Lehranstalt für Mädchen. Bald schon hatte die Schule 80 Schülerinnen, die sie selbst in Fächern wie Geschichte und Geographie unterrichtete. Auch Mathematik und Physik waren ihr wichtig und sie selbst schaffte Maschinen und Werkstatteinrichtungen eigens für die Schülerinnen herbei. Ihrer Meinung nach lag der Schlüssel zu einem selbstbestimmten Leben einer Frau in einer (praktischen) Ausbildung.
Am Widerstand der Behörden und dem Desinteresse vieler Bremer gescheitert (Schulbildung für Mädchen wurde für gänzlich überflüssig erachtet) musste sie ihre praktische Lehrtätigkeit 1815 wieder aufgeben. Doch gab sie bis 1816 in dichter Folge Lehrbücher und pädagogische Abhandlungen heraus. Ihre pragmatische Haltung zur weiblichen Berufsbildung erprobte sie für sich selbst in ganz eigener Weise. Nachdem sie in der Schweiz Johann Heinrich Pestalozzis Zeichenmethode und in München Alois Senefelders noch junge lithografische Technik erlernt hatte, gründete sie 1819 eine Steindruckerei, die erste überhaupt in Bremen, doch musste sie dieses Unternehmen schon nach wenigen Monaten aufgeben. Betty Gleims Prinzipien wurden in der zweiten Hälfte des 19. Jahrhunderts jedoch von Pädagogen aufgenommen und bei der Gründung von Lehrerinnenseminaren und Mädchenschulen umgesetzt (vgl. Kippenberg-Gymnasium).
Vielen blieb Gleim durch ihr Bremer Kochbuch im Gedächtnis, mit dem sie früh zeigte, dass Hausfrauentätigkeit und intellektuelle Interessen sich nicht widersprechen. Das Bremische Kochbuch wurde nicht nur bei den Hanseaten Bremens ein großer Erfolg und erreichte 1892 seine 13. Auflage. Gleim war eine bedeutende Frau der Bremer Frauenbewegung.

## Werke
- Ankündigung und Plan einer in Bremen im Jahre 1806 zu errichtenden Lehranstalt für Mädchen. Bremen, 1805
- Lesebuch zur Uebung in der Declamation. Bremen 1809 und 1810
- Die Erziehung und Unterrichtung des weiblichen Geschlechts. Ein Buch für Eltern und Erzieher. Bremen und Leipzig 1810 (Neudr. d. Ausg., Paderborn 1989)
- Fundamentallehre oder Terminologie der Grammatik der deutschen Sprache. Bremen und Leipzig 1810
- Erzählungs- und Bilderbuch zum Vergnügen und zur Belehrung der Jugend. Bremen 1811
- Anleitung zur Kunst des Versbaus. Bremen und Leipzig, Comptoir für Literatur, 1814
- Was hat das wiedergeborne Deutschland von seinen Frauen zu fordern? Bremen und Leipzig 1814
- Randzeichnung zu dem Werke der Frau von Stael über Deutschland. Bremen und Leipzig 1814
- Einige Gedanken über Stilübungen. Bremen 1814
- Ueber die Bildung der Frauen und die Behauptung ihrer Würde in den wichtigsten Verhältnissen ihres Lebens. Ein Buch für Jungfrauen, Gattinnen und Mütter. Bremen und Leipzig 1814
- Rechtfertigungen einiger Begriffe der Fundamentallehre. Bremen 1815
- Bremisches Koch- und Wirthschaftsbuch enthaltend eine sehr deutliche Anweisung wie man Speisen und Backwerk für alle Stände Gut zubereiten […] lernt. Für junge Frauenzimmer, welche ihre Küche und Haushaltung selbst besorgen und ihre Geschäfte mit Nutzen betreiben wollen. Bremen und Aurich 1808 (Ausgabe von 1817 in den Digitalen Sammlungen der SuUB Bremen)
- Bremisches Kochbuch. Nebst einem Anhange wichtiger Haushaltungsregeln und der Angabe und Vergleichung der vornehmsten deutschen Maße und Gewichte wodurch dasselbe für ganz Deutschland brauchbar wird. Bremen 1810
(eine Ausgabe von 1810 ist bibliografisch nicht nachweisbar: 1. Aufl. 1808; 2. Auflage 1817; 3. Auflage 1823 …)

## Ehrungen
- Ein Bild von ihr hängt im Focke-Museum.
- Das Kinder- und Familienzentrum Betty Gleim Haus in Bremen-östliche Vorstadt, Ortsteil Hulsberg, trägt seit 2000 ihren Namen.
- Die Gleimstraße im Ortsteil Steintor in Bremen soll nicht nach ihr, sondern, älteren Adressbüchern gemäß, nach dem Dichter Gleim benannt worden sein.[1]